# Xã Eden, Quận Walsh, Bắc Dakota
Xã Eden (tiếng Anh: Eden Township) là một xã thuộc quận Walsh, tiểu bang Bắc Dakota, Hoa Kỳ. Năm 2010, dân số của xã này là 42 người.